# Спорідненість до електрона
Спорі́дненість до електро́на — енергія, необхідна для того, щоб забрати електрон у однократно від'ємно зарядженого іона.
Така ж енергія виділяється при захопленні електрона нейтральним атомом чи молекулою.
X- = X + e-

## Вертикальна електронна спорідненість
Електронна спорідненість (ЕА) у випадку, коли заряджена молекулярна частинка зберігає геометрію нейтральної (М) в її рівноважному стані. Це від’ємне значення енергії реакції
М + е– → М– + ΔЕ,
a ЕА = – ΔЕ.